# Lago Amtkeli
Lago Amtkeli (en abjasio: Амтҟьал, en georgiano: ამტყელის ტბა) es un lago en el Distrito Gulripsh de Abjasia, Georgia que se formó el 3 de octubre de 1891, cuando un terremoto provocó un deslizamiento de tierra en la ladera suroccidental del monte pequeño Shkhapach en el valle del río Amtkeli.
El lago Amtkeli es alimentado por el río Amtkeli, pero solo una pequeña parte de su agua se filtra a través de la parte de atrás de lsos escombros que obstruyen el río.
La superficie media del lago es Amtkeli 0,58 kilómetros cuadrados (0,22 millas cuadradas), y su cuenca hidrográfica mide 153 kilómetros (59 millas cuadradas).